# جوانا دي سوزا
جوانا دي سوزا هي مصممة رقص كندية، ولدت في 22 أكتوبر 1955.